# Oudemirdum
Oudemirdum – wieś położona w północnej Holandii, we Fryzji, w gminie De Fryske Marren. Do 2014 roku wieś znajdowała się na obszarze zlikwidowanej gminy Gaasterland-Sloten. W 2023 roku wieś liczyła 1395 mieszkańców.
We wsi znajduje się 14-metrowa wieża obserwacyjna wybudowana w 1953 roku, obecnie najwyższy punkt widokowy w okolicy. 

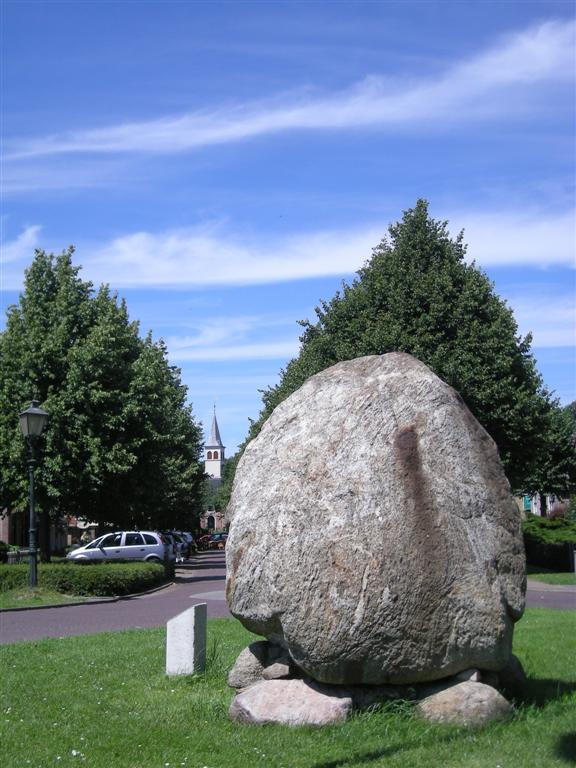
Pomnikowy kamień w Oudemirdum

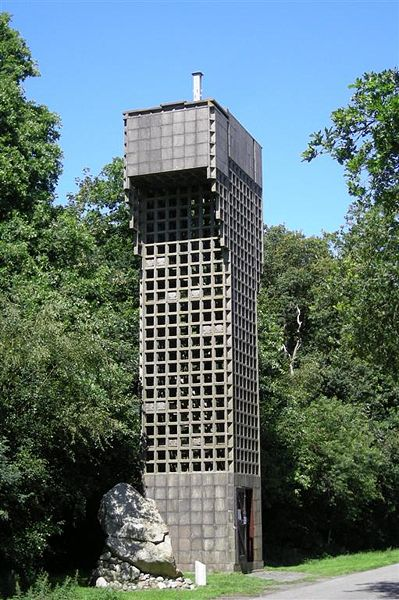
Wieża obserwacyjna we wsi